# Symphonie no 35 de Michael Haydn
Pour les articles homonymes, voir Symphonie no 35.
La Symphonie no 35 en sol majeur, Perger 27, Sherman 35, MH 474, est une symphonie de Michael Haydn, composée en 1788 à Salzbourg.

## Analyse de l'œuvre
Elle comporte trois mouvements:
1. Allegro spiritoso
2. Andante, en ré majeur, avec un épisode en ré mineur
3. Presto

Durée de l'interprétation : environ 7 minutes.

## Instrumentation
La symphonie est écrite pour deux hautbois, deux bassons, deux cors, cordes.